# The Beast Below
"The Beast Below" (intitulado "A Besta de Baixo" no Brasil) é o segundo episódio da quinta temporada da série de ficção científica britânica Doctor Who, transmitido originalmente através da BBC One e BBC HD em 10 de abril de 2010. Foi escrito por Steven Moffat e dirigido por Andrew Gunn.
No episódio, o Doutor, um alienígena viajante do tempo interpretado por Matt Smith, e sua nova acompanhante, Amy Pond (Karen Gillan), visitam a Starship UK, uma espaçonave construída para transportar a população e os principais artefatos culturais do Reino Unido (exceto da Escócia) para fora da Terra durante erupções solares mortais no século XXIX. Entretanto, eles descobrem que o governo da nave tortura secretamente a última baleia das estrelas, animal responsável por carregar o veículo, pois caso liberta, ela os abandonaria e mataria todos a bordo.
Essa é a primeira história de Amy longe do seu planeta natal e foi projetada para mostrar o quão importante ela era para o Doutor e a necessidade dele em ter um acompanhante. Como parte do segundo bloco de produção da temporada, as filmagens de "The Beast Below" ocorreram no outono de 2009. O episódio foi visto por 8,42 milhões de telespectadores, sendo o quinto programa mais assistido durante a semana de sua transmissão. Teve avaliações mistas dos críticos; enquanto a química entre Smith e Gillan foi elogiada, houve reclamações a respeito da grande quantidade de conceitos imaginativos, que não deram uma conclusão satisfatória para a história, do mesmo modo como a mensagem do episódio não foi tão forte como deveria.

## Enredo
Em um futuro distante, o Doutor e Amy chegam à Starship UK, uma espaçonave colônia responsável por transportar a população do Reino Unido (exceto da Escócia) para fora da Terra por causa de erupções solares mortais no século XXIX. Os dois se deparam com uma menina chorando, Mandy, a quem todos os outros adultos a bordo ignoram conscientemente. O Doutor, após desconfiar que a nave não seja movida por motores normais, diz a Amy para seguir Mandy, enquanto ele explora a sala das máquinas. Lá, o Doutor percebe que os controles do motor são falsos, e na sequência é confrontado por uma mulher mascarada chamada Liz 10; ela também está ciente da situação da nave e da identidade dele.
Enquanto isso, Amy confronta Mandy e a menina explica que ela perdeu seu amigo, Timmy, para a "besta de baixo" depois dele se recusar a seguir as regras da Starship UK e fugir dos robôs Smilers, responsáveis por vigiar o lugar. Ignorando as advertências de Mandy, Amy entra em uma barraca usada para cobrir um buraco, e dentro do lugar, ela encontra uma criatura com tentáculos e sai rapidamente, mas é captura pelos Winders, os policiais da nave. Amy é levada para uma cabine de votação, onde um vídeo automatizado explica que cada adulto deve votar depois de ver a verdade sobre a Starship UK. Após assisti-lo, Amy tem a escolha de protestar contra a verdade ou se esquecer de tudo; ela acaba optando pela segunda opção, mas grava um vídeo para si mesma após sua memória ser apagada, pedindo que ela retire o Doutor dali antes dele descobrir a verdade. O Doutor e Mandy chegam e a menina explica que a votação ocorre a cada cinco anos e todos escolhem "esquecer". O Doutor, no entanto, aperta o botão "protestar" e tanto ele como Amy caem dentro do interior da nave.

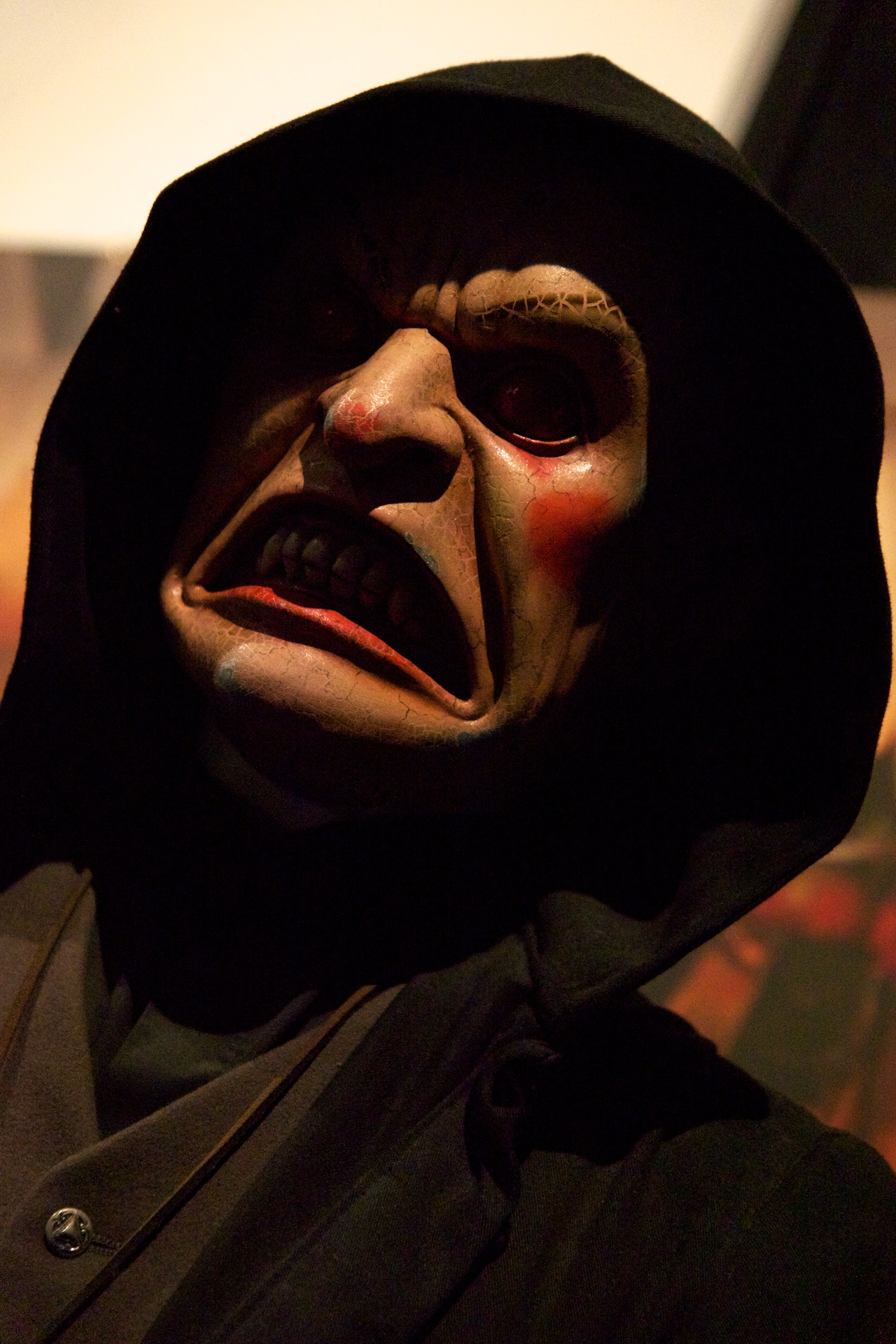
Um "Smiler" em exibição na Doctor Who Experience

Encontrando-se na boca de uma criatura gigante, o Doutor usa sua chave de fenda sônica para que eles sejam vomitados. Com a ajuda de Liz 10, os dois passam pelos Smilers e ela revela ser a rainha Elizabeth X. O Doutor questiona sua idade, a qual ela acredita ser de cinquenta anos, embora seu relógio biológico tenha sido desacelerado para manter sua aparência juvenil. Os Winders chegam e levam o grupo para a Torre de Londres, onde é revelado que toda a Starship UK é carregada pela última baleia das estrelas existente; a criatura chegou à Terra no momento das erupções solares, foi capturada e a nave construída em torno dela. No entanto, para guiá-la, o centro de seu cérebro foi exposto para receber choques elétricos frequentes. Os Winders mostram a Liz 10 que ela mesma tinha ordenado isso há séculos, mas como a cada dez anos descobria toda a verdade, ela implementou o programa de votação para fazê-la apagar sua memória, bem como de todo o resto da população, por medo de seus súditos exigirem a libertação da baleia caso soubessem da situação, causando a destruição da nave e matando todos a bordo.
O Doutor fica furioso por precisar escolher entre salvar os humanos ou a baleia das estrelas, bem como por Amy ter optado por esquecer, dizendo-lhe que a levaria para casa depois de resolver o problema. Ele então decide alterar a carga do choque para causar a morte cerebral da baleia, permitindo a ela continuar guiando a nave sem sentir dor. Enquanto isso, Amy vê Mandy encontrando Timmy vivo, pois o animal se recusa a comer crianças. Considerando tudo o que tinha visto e ouvido, ela usa a mão de Liz 10 para fazê-la apertar o botão "abdicar", libertando a baleia. Para a surpresa de todos, ela não embora, mas acaba movendo-se mais rápido. Percebendo as semelhanças entre o Doutor e a baleia das estrelas, Amy deduziu que a criatura veio à Terra de boa vontade no momento de necessidade e concordou em servir como uma nave espacial para os humanos devido à sua compaixão pelas crianças. Os dois se reconciliam e voltam para a TARDIS, onde o Doutor recebe um telefonema de Winston Churchill, que está cara a cara com um Dalek.

### Continuidade
Durante o episódio, é citado o fato de a Terra ser abandonada no século XXIX devido a erupções solares; isso foi o ponto central dos seriais clássicos The Ark in Space e The Sontaran Experiment de 1975. Liz 10 menciona os encontros anteriores do Doutor com monarcas britânicos, incluindo Vitória ("Tooth and Claw"), Elizabeth I ("The Shakespeare Code") e Elizabeth II (Silver Nemesis). A própria Liz 10 é vista novamente em "The Pandorica Opens", onde confronta uma intrusa na Royal Collection no século LII. Ao fundo da barraca investigada por Amy, há uma loja chamada "Magpie Electricals", vista pela primeira vez em "The Idiot's Lantern". O episódio também continua o arco de história principal da quinta temporada sobre as rachaduras no universo; em "The Beast Below", uma das fendas é mostrada do lado de fora da Starship UK.

## Produção

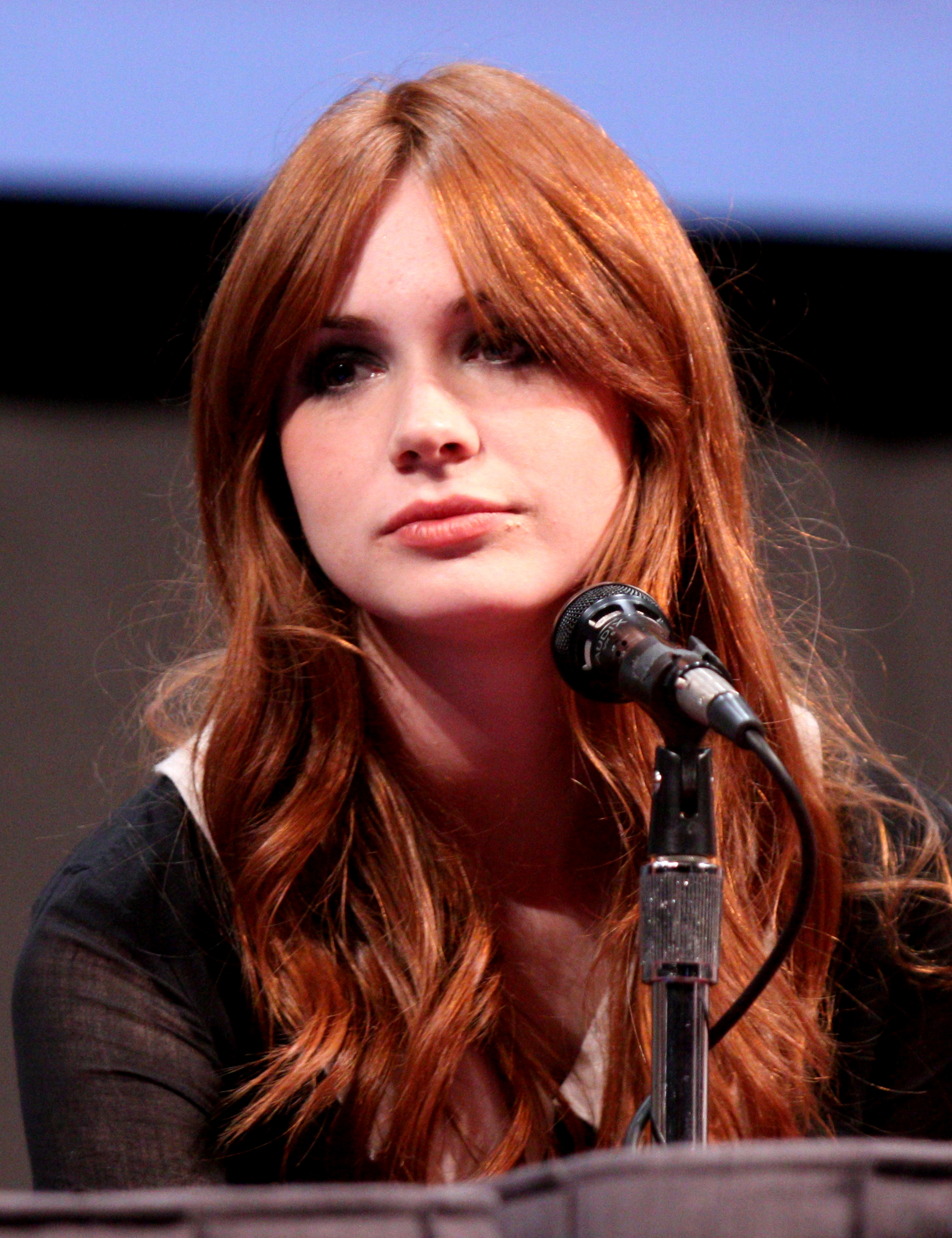
O episódio teve como objetivo mostrar a importância de Amy Pond, interpretada por Karen Gillan (na imagem), para o Doutor.

Steven Moffat, produtor executivo e roteirista chefe a série, escreveu o episódio como uma introdução para Amy no papel de acompanhante do Doutor. Nele é contada a primeira aventura de Amy longe do seu planeta natal e sua primeira viagem no espaço. O clímax da história, onde o Doutor decide matar a baleia das estrelas de forma indolor, mas Amy consegue uma solução alternativa mais humana, foi projetada para se destacar na memória do Doutor como um fracasso de grande escala. Também reforçou sua necessidade em ter um acompanhante e mostrou o quão importante Amy era para ele.
"The Beast Below" estava no segundo bloco de produção da temporada. A leitura do roteiro ocorreu em 20 de agosto de 2009. As cenas no Palácio de Buckingham de Liz 10 foram filmadas no Margam Country Park, em Port Talbot, durante uma sessão noturna em 22 de setembro de 2009. O interior do orangerie foi usado como o Palácio. A sala na Torre de Londres, onde o clímax ocorre, foi filmada no Neath Abbey. As ruas industriais da Starship UK foram filmadas em uma fábrica desativada em Mamhilad, com o departamento de arte projetando-as de acordo com a descrição específica de Moffat no roteiro. Gillan expressou sua própria admiração quando Amy vê uma das ruas pela primeira vez.
As gravações na língua da baleia foram um desafio para o departamento de arte e para os atores. Com a orientação do coordenador de dublês, Smith e Gillan foram obrigados a deslizar em um pequeno escorregador antes de caírem quase dois metros. Gillan afirmou que este foi o momento "mais bizarro" das filmagens para ela. Na cena de abertura, onde o Doutor segura o tornozelo de Amy enquanto ela está suspensa no espaço, Gillan foi içada em cabos acima do suporte da TARDIS em frente a uma tela verde, enquanto uma máquina de vento criava os efeitos de estar no espaço.
Tanto Sophie Okonedo como Terence Hardiman, que interpretaram Liz 10 e Hawthorne, respectivamente, já tinham trabalhado em Doctor Who anteriormente. Okonedo retratou Alison Cheney, uma companheira do Shalka Doctor no serial animado Scream of the Shalka em 2003. Hardiman interpretou o rei Sitric no áudio da Big Finish The Book of Kells em 2010.

## Transmissão e recepção
"The Beast Below" foi transmitido no Reino Unido originalmente na noite de 10 de abril de 2010 na BBC One e BBC HD. Números não oficiais indicaram que 6,4 milhões de espectadores assistiram o episódio na BBC One e 330 000 pessoas o viram pela BBC HD, sendo o programa mais assistido naquele dia. A audiência consolidada subiu para 7,93 milhões na BBC One e para 494 000 na BBC HD, acomunando 8,42 milhões de espectadores. Foi o quinto programa mais assistido na BBC One durante a semana e o 11º mais visto em todos os canais do Reino Unido. O episódio recebeu um Índice de Apreciação de 86, considerado "excelente". No Brasil, "A Besta de Baixo" foi exibido na TV Cultura em junho de 2012 e no Syfy em 2 de abril de 2016.
"The Beast Below" foi lançado em DVD e Blu-ray na Região 2 juntamente com "The Eleventh Hour", "Victory of the Daleks" e conteúdos especiais dos três episódios em 7 de junho de 2010. Foi então relançado no DVD da quinta temporada completa em 8 de novembro de 2010. No Brasil, também foi publicado no DVD da quinta temporada em 4 de julho de 2015.

### Recepção crítica
"The Beast Below" recebeu críticas mistas. Escrevendo para o The Times, Andrew Billen premiou o episódio com cinco estrelas, elogiando o Doutor "mercurial" de Matt Smith, a atuação de Sophie Okonedo e o conceito do episódio. No entanto, ele preocupou-se com o fato de Moffat "não estar tão interessado no Senhor do Tempo [Smith] como o resto de seus fãs", referindo-se a uma cena em que o Doutor descreve a morte de seu povo como um "dia ruim". Keith Watson do Metro elogiou a relação em desenvolvimento entre o Doutor e Amy. Sam Wollaston do The Guardian observou os paralelos entre o Reino Unido futuro e a Grã-Bretanha moderna e confessou "estar apaixonado por Amy Pond".
Russell Lewin, da revista SFX, deu a "The Beast Below" quatro estrelas, chamando-o de "imensamente satisfatório". Ele elogiou particularmente as atuações de Smith e Gillan e a caracterização de Amy como acompanhante, bem como a escrita e os diálogos. Dan Martin, também do The Guardian, elogiou a história por testar os relacionamentos dos personagens ao invés de ser apenas uma visita a Starship UK para melhorá-la, embora tenha comentado que a "mensagem anti-vivissecção" parecia estar perdida no episódio. Ele elogiou a forma como o Doutor foi retratado em termos de seus instintos mais desumanos em contraste com o Décimo Doutor e também o classificou com quatro estrelas. O revisor da Radio Times, Patrick Mulkern, disse não ter se sentido tocado com relação ao drama entre salvar a baleia das estrelas ou "pegar o arpão mais próximo"; ele também considerou o enredo mais dirigido para crianças do que para adultos. Entretanto, elogiou a atuação de Smith, Gillan e Sophie Okonedo, bem como a criação dos Smilers.
Escrevendo para a IGN, Matt Wales teve uma opinião mais mista sobre o episódio, dando-o uma nota sete. Ele o considerou imaginativo com "mais ideias brilhantes [...] do que a maioria dos outros programas conseguem em uma temporada inteira", mas o episódio "nunca juntou sua cacofonia de ideias para formar um todo satisfatório", do mesmo modo como a conclusão "não conseguiu resistir efetivamente contra a mistura de ideias e ações insanas". Por causa disso, Wales também apontou que a caracterização era "limitada", especialmente em Liz 10 e nos Smilers. No entanto, elogiou a química de Smith e Gillan e o "diálogo crepitante" de Moffat. Em fevereiro de 2013, o roteirista citou "The Beast Below" como o episódio menos favorito que tinha escrito, descrevendo-o como "um pouco bagunçado".